# 超交换代数
数学中，超交换（结合）代数是超代数（即Z2-分次代数），使任意两个均质元素x、y都有
{\displaystyle yx=(-1)^{|x||y|}xy,}
其中|x|表示元素的次，根据次数是奇是偶，分别是0或1（Z2）。
等价地，若超交换子
{\displaystyle [x,y]=xy-(-1)^{|x||y|}yx}
恒等于零，则形成超代数。满足上述超交换的代数结构有时称作skew-交换结合代数以强调其反交换性，或分次交换以强调其分次，若理解其超交换性则只是交换性。
赋予了平凡分次（即所有元素都为偶）的交换代数都是超交换代数。外代数是最常见的非平凡超交换代数。超代数的超中心指与所有元素超交换的元素集合，也是超交换代数。
超交换代数的偶子代数是交换代数，即偶元素必交换。奇元素则必反交换，即对于奇的x、y有
{\displaystyle xy+yx=0\,}
特别地，任何奇元素x的平方都为0，无论2是否可逆：
{\displaystyle x^{2}=0.}
因此，交换超代数（2可逆、非零度单成分）总包含幂零元。
Z-分次反交换代数具有性质：对每个次为奇的x，都有x2 = 0（无论2是否可逆），称作交替代数 。